# Peter Brotherton
Peter Frederick Brotherton (ur. 4 lutego 1931 w Bostonie) – brytyjski kolarz torowy, dwukrotny wicemistrz świata.

## Kariera
Pierwszy sukces w karierze Peter Brotherton osiągnął w 1954 roku, kiedy zdobył srebrny medal w indywidualnym wyścigu na dochodzenie amatorów podczas mistrzostw świata w Kolonii. W zawodach tych wyprzedził go jedynie Włoch Leandro Faggin, a trzecie miejsce zajął kolejny Brytyjczyk – Norman Sheil. W tym samym roku wystartował na igrzyskach Imperium Brytyjskiego i Wspólnoty Brytyjskiej w Vancouver, gdzie uległ tylko Sheilowi. Na mistrzostwach świata w Mediolanie w 1955 roku Brotherton zdobył kolejny srebrny medal w indywidualnym wyścigu na dochodzenie, tym razem wygrał Norman Sheil, a trzeci był Leandro Faggin. W 1956 roku wystąpił na igrzyskach olimpijskich w Melbourne, gdzie razem z Erikiem Thompsonem zajął czwarte miejsce w wyścigu tandemów, przegrywając walkę o brąz z Włoską parą Giuseppe Ogna i Cesare Pinarello.